# Théâtre Amira de la Rosa
Le théâtre Amira de la Rosa est un complexe culturel, situé à Barranquilla, en Colombie. Il est inauguré le 25 juin 1982 et est baptisé en l'honneur de la dramaturge et écrivain Amira de la Rosa. Son projet de construction remonte au 23 mars 1948, date à laquelle la Sociedad de Mejoras Públicas de Barranquilla a créé le Comité Pro Teatro Municipal.
Il est classé monument national colombien depuis 2006 via la résolution no 1277 du 31 août 2006.
À la suite d'études effectuées par une firme spécialisée afin d'évaluer l'état de la structure du bâtiment, la Banque de la République, qui est commodataire du théâtre, décide d'annuler toutes les activités qui s'y déroulent pour ne pas compromettre la sécurité des personnes. La fermeture du théâtre Amira de la Rosa est effective dès le 27 juillet 2016.